# Мехмед Неджип Драга
Мехмед Неджип Драга, още Неджип Драга паша или Неджип бей Драга (на албански: Mehmet Nexhip Draga, Nexhip bej Draga на турски: Mehmet Necip Draga, Necip Draga Paşa), е албански политик от Османската империя, виден член на Младотурския комитет.

## Биография
Роден е в 1867 година в Митровица, тогава в Османската империя, днес Косовска Митровица. Баща му Али паша Драга е виден местен големец, притежател на земи в Новопазарския санджак. Мехмед Неджип Драга учи първоначално в Митровица, а след това в Цариград. Освен албански език Драга владее български, френски, сръбски, бошняшки и турски език. Завършва обучението си в Скопие, където след това работи като учител.
От 1896 до 1902 година е каймакам в различни места, близо до родния си край – Кратово, Велес и Нови пазар. В Скопие Драга е един от лидерите на Комитета за единство и прогрес. В 1908 година чрез албанското събрание във Феризово, Драга подкрепя конституционалисткото движение. След Хуриета е избран за депутат в османския парламент от Скопие на изборите в 1908 година. Заедно с Исмаил Кемали, Хасан бей Прищина и Шахин Колоня, Драга е сред депутатите в Османския парламент, които насърчават решението на албанските въпроси и са опозиция на младотурците.
Драга е виден деец от албанското въстание от 1912 година. По време на Балканските войни Драга е интерниран в Белград от Кралство Сърбия и е освободен в 1914 година, след което се завръща в Митровица. След включването на Косово в Югославия, Драга заедно с битолчанина Кенан Зия основава политическата организация Джемиет. В 1920 година Драга е избран за депутат в югославския парламент заедно с други шестима членове на организацията. Драга умира няколко месеца по-късно във Виена след операция от рак. Лидерството на партията се поема от брат му Ферхат, с когото партията успява да спечели 14 депутатски места на изборите в 1923 година.